# Comuna Andriivka, Pokrovske
Andriivka (în ucraineană Андріївка) este o comună în raionul Pokrovske, regiunea Dnipropetrovsk, Ucraina, formată din satele Andriivka (reședința), Bratske, Harasîmivka, Komunarivka, Neceaiivka, Ostapivske, Pișceane, Radisne și Vilne.

## Demografie
Componența lingvistică a satului Andriivka
     Ucraineană (97,63%)
     Rusă (2,26%)
     Alte limbi (0,05%)
Conform recensământului din 2001, majoritatea populației satului Andriivka era vorbitoare de ucraineană (97,63%), existând în minoritate și vorbitori de rusă (2,26%).